# Liste der Kulturgüter in Aranno
Die Liste der Kulturgüter in Aranno enthält alle Objekte in der Gemeinde Aranno im Kanton Tessin, die gemäss der Haager Konvention zum Schutz von Kulturgut bei bewaffneten Konflikten, dem Bundesgesetz vom 20. Juni 2014 über den Schutz der Kulturgüter bei bewaffneten Konflikten sowie der Verordnung vom 29. Oktober 2014 über den Schutz der Kulturgüter bei bewaffneten Konflikten unter Schutz stehen.
Objekte der Kategorie A sind im Gemeindegebiet nicht ausgewiesen, Objekte der Kategorie B sind vollständig in der Liste enthalten, Objekte der Kategorie C fehlen zurzeit (Stand: 1. Januar 2023).

## Kulturgüter
| Foto |                                                                         | Objekt                                                                              | Kat. | Typ | Standort                    | Beschreibung |
| ---- | ----------------------------------------------------------------------- | ----------------------------------------------------------------------------------- | ---- | --- | --------------------------- | ------------ |
| ja   | Datei hochladen · Wikidata zu Haus Righetti (Q29883857)                 | Casa Righetti KGS-Nr.: 05236                                                        | B    | G   | Ai Pòrtegh 7 710831 / 97173 |              |
| ja   | Datei hochladen · Wikidata zu Pfarrkirche San Vittore (Q3672198)        | Pfarrkirche San Vittore / Chiesa parrocchiale di San Vittore KGS-Nr.: 05237         | B    | G   | Nolina 710759 / 97175       |              |
| ja   | Datei hochladen · Wikidata zu Kapelle Madonna di Caravaggio (Q29883854) | Kapelle Madonna di Caravaggio / Cappella della Madonna di Caravaggio KGS-Nr.: 11905 | B    | G   | Ur Stradón 711151 / 97678   |              |